# River Ridge (Luisiana)
River Ridge es un lugar designado por el censo ubicado en la parroquia de Jefferson en el estado estadounidense de Luisiana. En el Censo de 2010 tenía una población de 13494 habitantes y una densidad poblacional de 1.469,28 personas por km².

## Geografía
River Ridge se encuentra ubicado en las coordenadas 29°57′30″N 90°13′19″O / 29.95833, -90.22194. Según la Oficina del Censo de los Estados Unidos, River Ridge tiene una superficie total de 9.18 km², de la cual 7.24 km² corresponden a tierra firme y (21.18%) 1.95 km² es agua.

## Demografía
Según el censo de 2010, había 13494 personas residiendo en River Ridge. La densidad de población era de 1.469,28 hab./km². De los 13494 habitantes, River Ridge estaba compuesto por el 84.25% blancos, el 12.15% eran afroamericanos, el 0.24% eran amerindios, el 0.9% eran asiáticos, el 0.03% eran isleños del Pacífico, el 1.07% eran de otras razas y el 1.36% pertenecían a dos o más razas. Del total de la población el 5.19% eran hispanos o latinos de cualquier raza.